# Eois hulaquina
Eois hulaquina är en fjärilsart som beskrevs av Dyar 1914. Eois hulaquina ingår i släktet Eois och familjen mätare. Inga underarter finns listade i Catalogue of Life.